# 刘纯燕
刘纯燕（1966年8月20日—），女，主持名金龜子，曾用主持名小角丫，祖籍四川金堂，生于北京，央視前兒童節目主持人。1986年毕业于北京广播学院播音系。

## 生平
刘纯燕曾担任过多部电视剧、卡通片和电影的配音。主持过的节目有少儿节目《大风车》、《聪明屋》，休闲节目《正大综艺》等；以《大风车》及其前身之一的《聪明屋》中的金龟子（但其扮相其實更接近背殼帶星斑的瓢蟲）形象最为著名。曾在1999年获第四届“金话筒”银奖，以及在1989年获第九届“飞天奖”优秀女配音演员奖。其也在中央电视台国际部担任过配音导演工作。

## 个人生活
刘纯燕配偶为中央电视台播音员王宁，育有一女王逸宸（小名“娃娃”）。2024年2月，刘纯燕的外孙出生。

## 电视节目
- CCTV-1、CCTV-7、CCTV-14，《大风车》：金龜子
- CCTV-7、CCTV-14，《聰明屋》
- CCTV-1、CCTV-3，《正大综艺》

## 獎項
- 1989年：第九屆“飛天獎”，優秀女配音員
- 1999年：第四屆“金話筒獎”，銀獎
- 2001年：中國名欄目，金獎，獲獎節目：《聰明屋》

## 作品

### 配音作品

#### 动画片
- 《机器猫》：阿蒙（即現今哆啦A梦）（1991年央视译制版，自第30集以后[2]，另说为第26集以后[3]）
- 《猫和老鼠》
- 《米老鼠和唐老鸭》：米妮、小花狸鼠
- 《铁臂阿童木》：阿童木
- 《新大頭兒子和小頭爸爸》：大頭兒子
- 《熊猫总动员》潘妮
- 《西柏坡》：核桃
- 《快乐奔跑》：尖声小队长

#### 电影
- 《小歌星》
- 《哆啦A夢電影作品》：哆啦A夢
  - [4]
  - 《哆啦A梦：大雄的金银岛》[5]
- 《新大头儿子和小头爸爸之秘密计划》：大头儿子

#### 电视
- 《小龙人》：小龙人
- 《阿信》：幼年加代
- 《红楼梦》：袭人
- 《三国演义》：貂蝉

#### 吉祥物
- 《2015年中国中央电视台春节联欢晚会》：陽陽[6]

### 出演作品
- 2024年电影《异人之下》，饰演“全性四张狂”之一的“串肠毒”窦梅